# 26197 Bormio
26197 Bormio è un asteroide della fascia principale. Scoperto nel 1997, presenta un'orbita caratterizzata da un semiasse maggiore pari a 2,3419735 au e da un'eccentricità di 0,2314451, inclinata di 4,22959° rispetto all'eclittica.
L'asteroide è dedicato all'omonima località italiana.